# Isola delle Femmine (Sizilien)
Isola delle Femmine (italienisch „Insel der Frauen“) ist eine Gemeinde in der Metropolitanstadt Palermo in der Region Sizilien in Italien mit 7031 Einwohnern (Stand 31. Dezember 2023). Ihren Namen hat die Gemeinde von der Isola delle Femmine, einer kleinen Insel vor ihrer Küste.

## Lage und Daten
Isola delle Femmine liegt 20 km westlich von Palermo direkt am Tyrrhenischen Meer. Die Einwohner arbeiten hauptsächlich in der Landwirtschaft, in der Fischerei oder im Tourismus. 
Die Nachbargemeinden sind Capaci, Palermo und Torretta.
Isola delle Femmine besitzt eine Haltestelle an der Bahnlinie Palermo-Alcamo Richtung Trapani.

## Geschichte
Der heutige Ort entstand im 16. Jahrhundert. Zu dieser Zeit wurde hier ein Leuchtturm gebaut und es gab einige Thunfischfangplätze.

## Sehenswürdigkeiten
- Kirche Santa Maria delle Grazie aus dem 18. Jahrhundert
- Die unbewohnte Insel Isola delle Femmine, etwa 600 m von der Landspitze Punta del Passaggio entfernt